# Millwall F.C.
Millwall Football Club er en engelsk fodboldklub fra det sydøstlige London, som spiller i landets næstbedste række, Championship. Klubben spiller sine hjemmekampe på The Den, hvor at de har spillet siden 1993. 

## Historie
Klubben blev dannet i 1885 under navnet Millwall Rovers af en grupper arbejdere på en konservesfabrik på Isle of Dogs i Østlondon. Klubben ændrede i 1899 navn til Millwall Athletic, efter at de havde flyttet til et stadium kaldet The Athletic Grounds. Klubben spillede i perioden i Southern League, som de vandt to gange.
Millwall droppede snart Athletic fra deres navn, og fik dermed deres moderne navn. Klubben blev i 1920 medlemmer af English Football League. Klubben rykkede i 1928 op i Second Division. Klubben var over de næste år liggende mellem Second og Third division, før at de i slutningen af 1930erne havde samlet et stærkt hold, som var konkurrencedygtige om oprykning til First Division. Denne ambition gik dog i vasken som resultat af at anden verdenskrig aflyste fodbold.
Millwall rykkede i 1948 ned til Third Division, og var over de næste år et fast hold i den tredjebedste række. Det var frem til 1958, hvor at Millwall rykkede ned i den nyoprettet Fourth Division. Det lykkedes dog at vende klubbens resultater i løbet af 1960erne, og klubben var tilbage i Second Division i 1968. Klubben var over de næste år flere gange tæt på at rykke op i First Division, men det lykkedes dog aldrig, og de rykkede ned igen i 1978.
Klubben stærkeste periode var i 1980erne, og i 1987-88 sæsonen lykkedes det for første gang klubben at rykke op i den bedste række. Det blev dog kun til 2 sæsoner den bedste række før nedrykning i 1990. Perioden efter nedrykning var dog ikke nem, da klubben døjede med finansielle problemer, som resulterede i nedrykning igen i 1996.
Klubben har siden været en klub der har varieret mellem at spille i den anden- og tredjebedste rækker, dog har den over den seneste periode skabt stabilitet i Championship.

## Fans og hooliganisme
Millwall er som klub især kendt for sine forbindelse til hooliganisme, især i løbet af 1960-80'erne, hvor at fangrupperingen Millwall Bushwackers var særlig aktiv. Som resultat er klubben blevet forbundet med hooliganisme i England, nok mere end nogen anden klub, og stadig i dag, så fortsætter det negative billede af klubben og sine fans. Dette er også baggrunden for Millwall fansenes kendte slagsang: "No one likes us, we don't care".
Klubbens fans tiltrak yderlige kontrovers i 2020, da fansene buhede spillerene, da de knælede før en kamp, som del af kampagnen imod racisme, og til støtte for Black Lives Matter.

## Nuværende spillertrup
Oversigten er opdateret til og med 9. maj 2025.| Nr. | Land     | Position | Spiller                    |
| --- | -------- | -------- | -------------------------- |
| 1   | Danmark  | MM       | Lukas Jensen               |
| 2   | Irland   | FO       | Danny McNamara             |
| 3   | Skotland | FO       | Murray Wallace             |
| 4   | England  | FO       | Shaun Hutchinson (Anfører) |
| 5   | England  | FO       | Jake Cooper                |
| 6   | England  | FO       | Japhet Tanganga            |
| 8   | England  | MI       | Billy Mitchell             |
| 9   | Irland   | AN       | Aaron Connolly             |
| 11  | England  | AN       | Femi Azeez                 |
| 13  | England  | MM       | Liam Roberts               |
| 14  | England  | MI       | Ryan Wintle                |

| Nr. | Land       | Position | Spiller                 |
| --- | ---------- | -------- | ----------------------- |
| 15  | England    | FO       | Joe Bryan               |
| 16  | Skotland   | MI       | Daniel Kelly            |
| 17  | England    | AN       | Macaulay Langstaff      |
| 18  | England    | MI       | Ryan Leonard            |
| 19  | England    | AN       | Duncan Watmore          |
| 21  | England    | AN       | Josh Coburn             |
| 22  | Irland     | AN       | Aidomo Emakhu           |
| 23  | Nordirland | MI       | George Saville          |
| 24  | Belgien    | MI       | Casper De Norre         |
| 25  | England    | MI       | Luke Cundle             |
| 26  | Serbien    | AN       | Mihailo Ivanovic        |
| 31  | England    | AN       | Ra'ees Bangura-Williams |
| 33  | England    | FO       | Calum Scanlon           |
| 39  | England    | MI       | George Honeyman         |
| 44  | England    | MI       | Alfie Massey            |
| 45  | Jamaica    | FO       | Wes Harding             |
| 52  | Frankrig   | FO       | Tristan Crama           |
| 54  | England    | AN       | Ajay Matthews           |
| 55  | England    | AN       | Benicio Baker-Boaitey   |
| 56  | Algeriet   | AN       | Camiel Neghli           |
| 57  | England    | AN       | Zak Lovelace            |
| 58  | England    | FO       | Zak Sturge              |

### Udlejet
| Nr. | Land    | Position | Spiller                                   |
| --- | ------- | -------- | ----------------------------------------- |
| 34  | England | FO       | Alex Mitchell (Udlånt til St. Johnstone)  |
| —   | England | MM       | Jordan Gillmore (Udlånt til VCD Athletic) |

| Nr. | Land    | Position | Spiller                                      |
| --- | ------- | -------- | -------------------------------------------- |
| —   | England | MI       | Sha’mar Lawson (Udlånt til Maidstone United) |